# Home Nations

England, Skottland, Wales och Nordirland

Home nations (hemnationer) är ett samlande begrepp för Storbritanniens fyra landsdelar: England, Skottland, Wales och Nordirland. Det används inte minst inom idrott där landsdelarna möter varandra. Inom fotbollen fanns Brittiska mästerskapet (British Home Championship) 1883–1984.

## Källa
- Översättning från tyskspråkiga Wikipedia